# Llista de participants al Tour de França de 1936
En el Tour de França de 1936 els ciclistes foren dividits en dues categories: els equips nacionals i els touriste-routiers. Hi participaren quatre grans equips nacionals amb 10 ciclistes cadascun: Bèlgica, Alemanya, Espanya/Luxemburg i França. A més hi havia cinc equips nacionals compostos per tan sols quatre ciclistes: Suïssa, Països Baixos, Iugoslàvia, Romania i Àustria. Els equips neerlandès, iugoslau i romanès era la primera vegada que prenien part al Tour. A banda hi havia la categoria "touriste-routiers", en què van participar 30 ciclistes.

## Llista de participants
| Llegenda                 | Llegenda | Llegenda              | Llegenda                                                                                         |
| ------------------------ | --- | --------------------- | ------------------------------------------------------------------------------------------------ |
| #                        | Dorsal de sortida que du el ciclista al Tour                                                                | Pos.                  | Posició final a la classificació general                                                         |
| Mallot groc              | Vencedor de la classificació general                                                                        | Mallot de la muntanya | Vencedor de la classificació de la muntanya                                                      |
| Mallot verd              | Vencedor de la classificació per punts                                                                      | Mallot blanc          | Vencedor de la classificació dels joves                                                          |
| classificació per equips | Vencedor de la classificació per equips                                                                     | Combativitat          | Vencedor de la combativitat                                                                      |
| NP                       | Indica un ciclista que no ha pres la sortida en una etapa, seguit del número de l'etapa en què s'ha retirat | AB                    | Indica un ciclista que no ha finalitzat una etapa, seguit del número d'etapa en què s'ha retirat |
| HD                       | Indica un ciclista que ha finalitzat una etapa fora de control, seguit del número d'etapa                   | EX                    | Corredor exclòs per no respectar el reglament                                                    |
| *                        | Indica un corredor que lluita pel mallot blanc                                                              |                       |                                                                                                  |

### Equips nacionals
| Bèlgica | Bèlgica               | Bèlgica |
| Núm.    | Ciclista              | Pos     |
| ------- | --------------------- | ------- |
| 1       | Romain Maes           | AB-7    |
| 2       | Sylvère Maes          | 1       |
| 3       | Félicien Vervaecke    | 3       |
| 4       | Gustave Danneels      | AB-7    |
| 5       | Éloi Meulenberg       | 34      |
| 6       | Marcel Kint           | 9       |
| 7       | Cyriel Van Overberghe | 26      |
| 8       | Albert Hendrickx      | 31      |
| 9       | François Neuville     | 19      |
| 10      | Robert Wierinckx      | AB-15   |

| Alemanya | Alemanya        | Alemanya |
| Núm.     | Ciclista        | Pos      |
| -------- | --------------- | -------- |
| 11       | Bruno Roth      | AB-6     |
| 12       | Otto Weckerling | AB-15    |
| 13       | Erich Haendel   | AB-15    |
| 14       | Emil Kijewski   | AB-6     |
| 15       | Erich Bautz     | AB-6     |
| 16       | Karl Heide      | AB-15    |
| 17       | Rudolf Risch    | AB-4     |
| 18       | Hans Weiss      | AB-13    |
| 19       | Jupp Arents     | AB-5     |
| 20       | Fritz Funke     | AB-8     |

| Espanya · Luxemburg | Espanya · Luxemburg | Espanya · Luxemburg |
| Núm.                | Ciclista            | Pos                 |
| ------------------- | ------------------- | ------------------- |
| 21                  | Mariano Cañardo     | 6                   |
| 22                  | Julián Berrendero   | 11                  |
| 23                  | Salvador Molina     | AB-7                |
| 24                  | Federico Ezquerra   | 17                  |
| 25                  | Emiliano Álvarez    | 24                  |
| 26                  | Arsène Mersch       | 5                   |
| 27                  | Mathias Clemens     | 7                   |
| 28                  | Josy Kraus          | AB-5                |
| 29                  | Pierre Clemens      | 4                   |
| 30                  | Jean Majerus        | AB-13               |

| França | França             | França  |
| Núm.   | Ciclista           | Pos     |
| ------ | ------------------ | ------- |
| 31     | Antonin Magne      | 2       |
| 32     | Georges Speicher   | AB-7    |
| 33     | Maurice Archambaud | AB-14 A |
| 34     | René Le Grevès     | 20      |
| 35     | Fernand Mithouard  | AB-7    |
| 36     | Pierre Cogan       | 16      |
| 37     | Robert Tanneveau   | 18      |
| 38     | Arthur Debruyckere | 29      |
| 39     | Raoul Lesueur      | 14      |
| 40     | Paul Maye          | 33      |

| Suïssa | Suïssa       | Suïssa |
| Núm.   | Ciclista     | Pos    |
| ------ | ------------ | ------ |
| 51     | Paul Egli    | AB-10  |
| 52     | Theo Heimann | AB-13  |
| 53     | Hans Martin  | AB-15  |
| 54     | Leo Amberg   | 8      |

| Països Baixos | Països Baixos       | Països Baixos |
| Núm.          | Ciclista            | Pos           |
| ------------- | ------------------- | ------------- |
| 55            | Albert van Schendel | 32            |
| 56            | Antoon van Schendel | 15            |
| 57            | Theo Middelkamp     | 23            |
| 58            | Albert Gijzen       | AB-9          |

| Regne de Iugoslàvia | Regne de Iugoslàvia | Regne de Iugoslàvia |
| Núm.                | Ciclista            | Pos                 |
| ------------------- | ------------------- | ------------------- |
| 59                  | Stjepan Grgac       | AB-15               |
| 60                  | Rudolf Fiket        | AB-2                |
| 61                  | Stjepan Ljubić      | AB-3                |
| 62                  | Franc Abulnar       | AB-9                |

| Regne de Romania | Regne de Romania  | Regne de Romania |
| Núm.             | Ciclista          | Pos              |
| ---------------- | ----------------- | ---------------- |
| 63               | Virgil Marmocea   | AB-3             |
| 64               | Nicolae Tapu      | AB-3             |
| 65               | Constantin Tudose | AB-2             |
| 66               | Gheorghe Hapciuc  | AB-3             |

| Àustria | Àustria         | Àustria |
| Núm.    | Ciclista        | Pos     |
| ------- | --------------- | ------- |
| 67      | Max Bulla       | AB-10   |
| 68      | Karl Thallinger | AB-9    |
| 69      | Frantz Dunder   | AB-6    |
| 70      | Albert Oblinger | AB-13   |

### Touriste-routier
| Touriste-routier | Touriste-routier  | Touriste-routier |
| Núm.             | Ciclista          | Pos              |
| ---------------- | ----------------- | ---------------- |
| 101              | Abdel-Kader Abbes | 42               |
| 102              | Alphonse Antoine  | 27               |
| 103              | Robert Belliard   | AB-6             |
| 104              | Charles Berty     | 25               |
| 105              | Decimo Bettini    | AB-14 B          |
| 106              | Aldo Bertocco     | 43               |
| 107              | Auguste Chavard   | AB-7             |
| 108              | Pierre Cloarec    | 22               |
| 109              | Robert Conan      | AB-15            |
| 110              | Marcel Walle      | 35               |

| Touriste-routier | Touriste-routier     | Touriste-routier |
| Num.             | Ciclista             | Pos              |
| ---------------- | -------------------- | ---------------- |
| 111              | Gabriel Dubois       | 39               |
| 112              | Sauveur Ducazeaux    | 37               |
| 113              | Amédée Fournier      | AB-7             |
| 114              | Fabien Galateau      | 40               |
| 115              | Dante Gianello       | AB-7             |
| 116              | Jean-Marie Goasmat   | 28               |
| 117              | Fernand Lemay        | 30               |
| 118              | Antoine Latorre      | 41               |
| 119              | Alphonse Leboulanger | AB-12            |
| 120              | Léon Level           | 10               |

| Touriste-routier | Touriste-routier   | Touriste-routier |
| Num.             | Ciclista           | Pos              |
| ---------------- | ------------------ | ---------------- |
| 121              | Sylvain Marcaillou | 12               |
| 122              | Yvan Marie         | 21               |
| 123              | Edmond Pagès       | 38               |
| 124              | Raymond Passat     | 36               |
| 125              | Rémi Royer         | AB-2             |
| 126              | Gabriel Ruozzi     | AB-2             |
| 127              | Léon Theerlynck    | AB-7             |
| 128              | Louis Thiétard     | 13               |
| 129              | René Vietto        | AB-6             |
| 130              | Alfred Weck        | AB-5             |